# Araneus carchi
Araneus carchi là một loài nhện trong họ Araneidae.
Loài này thuộc chi Araneus. Araneus carchi được Herbert Walter Levi miêu tả năm 1991.